# David E. Wilt
David Edward Wilt (* 5. November 1955) ist ein US-amerikanischer Medienwissenschaftler und Bibliothekar.
Wilts bekannteste Veröffentlichung ist The Mexican Filmography, 1916 Through 2001, eine umfangreiche Filmografie des mexikanischen Kinos von 1916 bis 2001.

## Schriften
- Doing Their Bit: Wartime American Animated Short Films, 1987 (mit Michael S. Shull)
- Hollywood War Films, 1996 (mit Michael S. Shull)
- The Mexican Filmography, 1916 Through 2001, 2003